# Æthelhun
Æthelhun († zwischen 915 und 922) war Bischof von Worcester. Er wurde 915 bzw. im Zeitraum von 907 bis 915 zum Bischof geweiht und starb zwischen 915 und 922.